# Hylomyscus walterverheyeni
Hylomyscus walterverheyeni is een knaagdier uit het geslacht Hylomyscus.

## Kenmerken
H. walterverheyeni heeft een zachte, fijne vacht. De bovenkant van het lichaam is roodbruin, de onderkant vuilwit; jongen zijn donkergrijs. De grijsbruine staart is een stuk langer dan het lichaam. Vrouwtjes hebben twee mammae op de buik De kop-romplengte bedraagt 67 tot 99 (gemiddeld 86) mm, de staartlengte 103 tot 153 (129) mm, de achtervoetlengte 15,5 tot 15,9 (17,6) mm, de oorlengte 11,4 tot 19,7 (14,8) mm en het gewicht 11 tot 29 (18) g.

## Verspreiding
Deze soort komt voor in Kameroen, de Centraal-Afrikaanse Republiek, Gabon en Congo-Brazzaville, tussen de rivieren Sanaga en Kongo-Ubangi. 

## Soortenbeschrijving
Deze soort behoort tot de alleni-groep en is nauw verwant aan Hylomyscus alleni en Hylomyscus stella, die slechts op basis van genetische en morfometrische variabelen van elkaar en van H. walterverheyeni te onderscheiden zijn. Voor H. walterverheyeni in 2008 werd beschreven, werden exemplaren van de nieuwe soort als een westelijke populatie van H. stella gezien. De nieuwe soort werd vernoemd naar de Belgische bioloog Walter Verheyen, die veel heeft bijgedragen aan de kennis van kleine Afrikaanse zoogdieren. Ook Congosorex verheyeni en Mastomys verheyeni (tegenwoordig Mastomys kollmannspergeri) zijn naar hem vernoemd.